# Icosagono

Icosagono regolare

In geometria, un icosagono è un poligono con 20 lati ed altrettanti vertici ed angoli; l'icosagono regolare è caratterizzato da angoli e lati tutti congruenti tra loro.
L'area A di un icosagono regolare di lato a è ricavabile dalla seguente formula:
{\displaystyle A=5a^{2}\cot {\frac {\pi }{20}}\simeq 31,5688a^{2}},
mentre la somma dei suoi angoli interni, essendo pari a tanti angoli piatti quanti sono i suoi lati meno due, vale:
{\displaystyle 180^{\circ }\times (l-2)=(20-2)\times 180^{\circ }=3240^{\circ }};
ciascun angolo interno misura, quindi:
{\displaystyle {\frac {3240^{\circ }}{20}}\ =162^{\circ }}.

## Costruzione
Un icosagono regolare può essere costruito con riga e compasso. Qui sotto ne è mostrata un'animazione: